# Colobosaura
Colobosaura är ett släkte av ödlor. Colobosaura ingår i familjen Gymnophthalmidae.
Kladogram enligt Catalogue of Life:
| Colobosaura | \| \| Colobosaura kraepelini \| \| \| \| \| \| Colobosaura mentalis \| \| \| \| \| \| Colobosaura modesta \| \| \| \| |
|             | \| \| Colobosaura kraepelini \| \| \| \| \| \| Colobosaura mentalis \| \| \| \| \| \| Colobosaura modesta \| \| \| \| |
|             | Colobosaura kraepelini                                                                                                |
|             | |
|             | Colobosaura mentalis                                                                                                  |
|             | |
|             | Colobosaura modesta                                                                                                   |
|             | |